# Chittenden (Vermont)
Pour les articles homonymes, voir Chittenden.
Chittenden (/ˈtʃɪtəndən/) est une ville américaine du comté de Rutland, dans le Vermont. La population est de 1 237 au recensement de 2020.

## Histoire
La ville est nommée d'après Thomas Chittenden, l'un des Green Mountain Boys et gouverneur à la fois de la République indépendante du Vermont et, plus tard, de l'État du Vermont. 

## Géographie
Selon le Bureau du recensement des États-Unis, la ville a une superficie totale de 192,2km², dont 189,1km² terrestre et 3,1km² aquatique. C'est la plus grande ville par superficie du Vermont, légèrement plus grande que Stowe dans le comté de Lamoille.
La ville est coupée en deux par une crête des Montagnes Vertes, et seule la moitié ouest de la ville est peuplée. Le village de Chittenden se situe dans le coin sud-ouest de la ville. Une grande partie de la ville reste une forêt ininterrompue.
Le réservoir de Chittenden est une zone de baignade et de navigation de plaisance populaire dans la région.

## Démographie
Lors du recensement de 2000,  il y a 1 182 personnes, 451 ménages et 345 familles résidant dans la ville. La densité de population est de 6,3 habitants parkm 2. La composition ethnique de la ville est de 98,48 % de blancs, de 0,17 % d'afro-américains, de 0,17 % d'asiatiques, de 0,08 % d'insulaires du Pacifique et de 1,10 % d'au moins deux ethnies. Les hispaniques ou latinos représentent 0,25% de la population.
Il y a 451 ménages, dont 37,3% ont des enfants de moins de 18 ans vivant avec eux, 64,1% sont des couples mariés vivant ensemble, 7,3% ont une femme au foyer sans mari et 23,5% ne sont pas des familles. 18,6% de tous les ménages sont composés d'individus et 6,4% ont une personne vivant seule âgée de 65 ans ou plus. La taille moyenne des ménages est de 2,62 et la taille moyenne des familles est de 2,97.
26,3% de la population a moins de 18 ans, 5,8% de 18 à 24 ans, 29,2% de 25 à 44 ans, 30,3% de 45 à 64 ans et 8,4% de 65 ans ou plus. L'âge médian est de 40 ans. Pour 100 femmes, il y a 99,3 hommes. Pour 100 femmes de 18 ans et plus, il y a 100,7 hommes.
Le revenu médian des ménages est de 45 313 $ et le revenu familial médian est de 52 596 $. Les hommes ont un revenu médian de 35 556 $ contre 31 776 $ pour les femmes. Le revenu par habitant de la ville est de 21 278 $. Environ 2,9 % des familles et 6,2 % de la population vivaient sous le seuil de pauvreté, dont 6,1 % des moins de 18 ans et 5,2 % des 65 ans ou plus.

## Personnes notables
- Horatio Eddy, jumeaux psychiques itinérants
- William Eddy, jumeaux psychiques itinérants

## Climat
Cette région climatique se caractérise par de grandes différences saisonnières de température, avec des étés chauds à chauds (et souvent humides) et des hivers froids (parfois très froids). Selon le système de classification climatique de Köppen, Chittenden a un climat continental humide, abrégé « Dfb » sur les cartes climatiques.